# Zaštita potrošača
Zaštita potrošača je pravno područje koje se bavi zaštitom osnovnih prava građana u ulozi potrošača u najrazličitijim poslovima u kojima pribavljaju proizvode i usluge na tržištu. Prava potrošača regulirana su pripadnim zakonskim odredbama kroz reguliranje poštenog tržišnog natjecanja. Zakoni su oblikovani kako bi se zaštitilo potrošače od nepoštene i agresivne poslovne prakse, i ujedno zaštitilo od nelojalne konkurencije one tvrtke koje prema potrošačima posluju pošteno.
Pravo zaštite potrošača sastoji se od građanskopravnih i javnopravnih elemenata. Tako hrvatski Zakon o zaštiti potrošača sadrži brojne odredbe kojima se uređuju tzv. "potrošački ugovori" i sudske parnice koje se u svezi takvih ugovora mogu voditi - što spada u tzv. građanskopravni sistem regulacije društvenih odnosa. Isti zakon sadrži također i nemali broj odredbi o nadležnostima inspekcijskih službi, raznim prekršajima i poslovima tijela državne uprave - što spada u tzv. javnopravni sistem regulacije društvenih odnosa.

## Zakon o zaštiti potrošača
U Republici Hrvatskoj područje zaštite potrošača regulirano je prvenstveno Zakonom o zaštiti potrošača (objavljenim i dopunjenim u Narodnim novinama br. 79/07, 125/07, 75/09, 79/09, 89/09, 133/09 i 78/12). Ovim se Zakonom, koji je usklađen s direktivama Europske unije u području zaštite potrošača (engl. "Consumer protection") - i koji je, inače, zamijenio vrlo sličan istoimeni zakon iz 2003. godine - na poseban način reguliraju sljedeća prava potrošača:
- pravo na zaštitu gospodarskih interesa potrošača,
- pravo na zaštitu od opasnosti za život, zdravlje i imovinu,
- pravo na pravnu zaštitu potrošača,
- pravo na informiranje i edukaciju potrošača,
- pravo na udruživanje potrošača u svrhu zaštite njihovih interesa,
- pravo na predstavljanje potrošača i sudjelovanje predstavnika potrošača u radu tijela koja rješavaju pitanja od njihova interesa.

Zaštitu potrošača se provodi kroz djelatnost Državnog inspektorata i drugih inspekcija (predviđa Zakon o zaštiti potrošača novčane kazne od 5.000 do najviše 100.000 kn) i - važnije - putem tužbi sudu, koje može podnijeti svaki potrošač za potrošački ugovor u kojem je on stranka (a to može biti i neki ugovor veće vrijednosti, poput kupnje kuće od građevinskog poduzeća) ili putem tzv. kolektivnih tužbi.
U čl. 130. Zakona predviđena je i stanovita nadležnost Suda časti Hrvatske gospodarske komore (riječ je o instituciji koja poslovično angažira suce visokih sudova i druge vrlo iskusne pravne stručnjake); kao mjestu gdje bi trebalo postavljati standarde poštenog postupanja u gospodarskom poslovanju.

## "Nepoštene ugovorne odredbe"
Zakon o zaštiti potrošača, sukladno pravnoj stečevini EU, sadržanoj u raznim direktivama posvećuje osobitu pažnju pitanju tzv. "nepoštenih ugovornih odredbi" koje je formulirao trgovac (u tipiziranim ugovorima ili na bilo koji drugi način). "Ugovorna odredba o kojoj se nije pojedinaĉno pregovaralo smatra se nepoštenom ako, suprotno naĉelu savjesnosti i poštenja, uzrokuje znatnu neravnotežu u pravima i obvezama ugovornih strana na štetu potrošača." (čl. 96. Zakona). 
Kao primjere mogućih nepoštenih odredbi, navodi Zakon:
– odredbu o ograničenju ili isključenju odgovornosti trgovca povodom smrti ili ozljede potrošača, ako je šteta posljedica štetne radnje trgovca,
– odredbu o isključenju prijeboja potrošačeva duga s dugom koji trgovac ima prema potrošaču,
– odredbu kojom se predviđa da trgovac zadrži plaćeno od strane potrošača kada ovaj odluči da neće sklopiti, odnosno ne ispuni ugovor, dok se isto pravo ne predviđa za potrošača u slučaju da trgovac ne želi sklopiti, odnosno ne ispuni ugovor,
– odredbu kojom se potrošač obvezuje platiti nadoknadu štete zbog neispunjenja koja je znatno veća od stvarne štete,
– odredbu kojom se trgovca ovlašćuje na raskid ugovora na temelju njegove diskrecijske ocjene, dok isto pravo nije predviđeno i za potrošača,
– odredbu kojom se trgovca ovlašćuje da, u slučaju kada raskine ugovor, zadrži plaćeno za usluge koje još nije obavio,
i još mnoge druge.
Posljedica nepoštenja pojedine ugovorne odredbe je njena ništetnost; ako je ta ugovorna odredba tako važna da ugovor ne može opstati bez nje, ništetan je čitav ugovor (čl. 102. Zakona o zaštiti potrošača).

## Nepoštena poslovna praksa
Zakon o zaštiti potrošača zabranjuje tzv. zavaravajuću (čl. 110. – 112.) i agresivnu (čl. 113. – 115.) poslovnu praksu; koje se zajednički nazivaju "nepoštenom poslovnom praksom"(čl. 107. – 109. Zakona). Pojam "nepoštene poslovne prakse" nije identičan s pojmom "nepoštene ugovorne odredbe" - ugovor koji je plod nepoštene poslovne prakse ne mora ujedno biti i ništetan.
O zavaravajućoj poslovnoj praksi govorimo kada trgovac daje dezinformacije - putem "zavaravajućih radnji" ili "zavaravajućih propuštanja" - o osobinama svojega proizvoda ili usluge, koje mogu potrošača navesti da donese odluku koju inače ne bi donio; npr. ako se potrošače propusti informirati o znatnim troškovima održavanja proizvoda ili važnim rizicima kojima se potrošač izlaže zbog korištenja proizvoda ili usluge. Da je praksa trgovca zavaravajuća, ocjenjuje se prema okolnostima slučaja, ali se u čl. 112. Zakona daje dugački popis radnji i propuštanja koja se u svakom slučaju smatraju zavaravajućima.
O agresivnoj poslovnoj praksi govorimo kada trgovac "korištenjem uznemiravanja, prisile, uključujući fizičku silu ili prijetnju te nedopušten utjecaj, u bitnoj mjeri umanjuje ili je vjerojatno da će umanjiti slobodu izbora ili postupanja prosječnog potrošača glede proizvoda te ga time navede ili je vjerojatno da će ga navesti da donese odluku o poslu koju inače ne bi donio". Da li je poslovna praksa agresivna, ocjenjuje se ovisno o okolnostima slučaja; međutim se u čl. 115. Zakona daje popis aktivnosti koje se uvijek smatraju agresivnom poslovnom praksom.
– stvaranje dojma da potrošač ne može napustiti poslovni prostor sve dok ne sklopi ugovor,
– posjećivanje potrošača u njegovu domu, ignorirajući pritom zahtjev potrošača da se napusti njegov dom ili da ga se više ne posjećuje, osim u slučaju i u mjeri u kojoj je to opravdano radi propisima predviđenog prisilnog ispunjenja ugovorne obveze,
– ustrajno i neželjeno komuniciranje s potrošačem putem telefona, telefaks-uređaja, elektroničke pošte ili drugog sredstva daljinske komunikacije, osim u slučajevima i u mjeri u kojoj je to opravdano zbog propisima predviđenog prisilnog ispunjenja ugovorne obveze. Ova odredba ne utječe na primjenu pravila ovoga Zakona ili drugih propisa o ograničenju ili zabrani korištenja određenih sredstava daljinske komunikacije u određenim okolnostima,
– traženje od potrošača koji postavlja odštetni zahtjev na temelju police osiguranja da dostavi određene dokumente koji, po razumnoj ocjeni, nisu relevantni za ocjenu opravdanosti tog zahtjeva ili sustavno izbjegavanje davanja odgovora na ustrajno dopisivanje potrošača, s namjerom da ga se odvrati od ostvarivanja prava koja mu pripadaju na temelju ugovora,
– oglašavanje kojim se djecu izravno navodi na to da kupe oglašavani proizvod ili da nagovore svoje roditelje ili ostale punoljetne osobe da im kupe oglašavani proizvod,
– zahtijevanje plaćanja proizvoda odmah ili s odgodom ili vraćanja ili čuvanja proizvoda koji je trgovac nabavio, a potrošač ga uopće nije naručio,
– izravno obavještavanje potrošača da će posao ili opstanak trgovca biti ugrožen ako potrošač ne kupi proizvod,
– stvaranje lažne predodžbe da je potrošač osvojio, ili da će osvojiti, bezuvjetno ili uz ispunjenje određene činidbe, određenu nagradu ili neku drugu odgovarajuću korist, kada u stvarnosti nikakva nagrada ili druga odgovarajuća korist nije predviđena ili kada je u stvarnosti poduzimanje bilo kakve radnje usmjerene na ostvarivanje te nagrade ili druge koristi uvjetovano određenim plaćanjem od strane potrošača ili kod potrošača uzrokuje troškove.
Zakon o zaštiti potrošača kao glavni put zaštite od nepoštene poslovne prakse predviđa tužbu za zaštitu kolektivnih interesa potrošača (čl. 131. Zakona). 
Pojedini potrošač se također može obratiti sudu, gdje bi trebao dokazati da su zbog radnji i propuštanja koja Zakon o zaštiti potrošača naziva nepoštenom poslovnom praksom nastale stanovite posljedice koje predviđa (u principu) Zakon o obveznim odnosima - slijedom čega bi mogao tražiti npr. raskid ugovora, popravak prodane stvari ili naknadu štete; takav oblik sudske zaštite će u suštini imati malo veze s pravom zaštite potrošača kao zasebnom granom prava.

## Zaštita potrošača u drugim zakonima
Zakon o obveznim odnosima daje vrlo veliki broj odredbi koji su važne za zaštitu potrošača; u njima se u većini slučajeva, međutim, na jednaki način tretiraju potrošači, kao i osobe koje sklapaju ugovore u sklopu svoje profesionalne djelatnosti ("trgovci"). Kod najčešćeg ugovora - onog o kupoprodaji, imamo ipak nekoliko odredbi koje daju privilegiranu zaštitu potrošačima (čl. 402., 403. i 408. ZOO). Tako je npr. ništetna odredba kojom bi se predvidjelo da trgovac ne odgovara potrošaču za nedostatke stvari koju je prodao (čl. 408. ZOO). Odredbe ZOO o odgovornosti za nedostatke prodane stvari(čl. 400. – 422. ZOO) i o jamstvu (garanciji)za ispravnost prodane stvari (čl. 423. – 429. ZOO) su usklađene s Direktivom 1999/44/EZ Europskog parlamenta i Vijeća od 25. svibnja 1999. o nekim aspektima prodaje robe široke potrošnje i popratnim jamstvima
Tipičan potrošački ugovor je ugovor o organiziranju putovanja (u turizmu) koji je reguliran odredbama čl. 881. – 903. Zakona o obveznim odnosima. Te su odredbe donijete u suglasju s Direktivom Vijeća 90/314/EEZ od 13. lipnja 1990. o paket putovanjima, paket odmorima i paket turama  Tako se npr. u čl. 881. ZOO propisuje da organizator (turističkog) putovanja mora u svojim promidžbenim brošurama dati sve važne informacije o putovanju - od karakteristika i kategorija prijevoznih sredstava i smještajnih objekata, do podataka o viznim i zdravstvenim formalnostima. Čl. 886. ZOO obvezuje organizatora putovanja da osigura putniku osobu kojoj se na odredištu može obratiti u slučaju poteškoća: putnik mora unaprijed dobiti ime, prezime, adresu i telefonski broj te osobe: ako takve osobe na odredištu ne bi bilo, mora za rješavanje poteškoća biti putniku na raspolaganju izravno organizator putovanja.
2013. godine donijet je Zakon o informiranju potrošača o hrani
Važan segment zaštite potrošača uređuje Zakon o potrošačkom kreditiranju

## Zaštita kolektivnih interesa potrošača
U Hrvatskoj aktivno djeluje dvadesetak udruga za zaštitu potrošača, podaci za kontakte se mogu pronaći na poveznici  Arhivirana inačica izvorne stranice od 13. svibnja 2013. (Wayback Machine).
Osnivanje takvih udruga predviđa sam Zakon o zaštiti potrošača, i one predstavljaju iznimno važni dio sustava zaštite potrošača. Takve udruge mogu, naime - pored savjetovanja potrošača i izjavljivanja prijava inspekcijama -  pred sudovima pokretati postupke za zaštitu kolektivnih interesa potrošača, "protiv pojedinog trgovca ili skupine trgovaca iz istog gospodarskog sektora koji postupaju u suprotnosti s odredbama ovog Zakona i drugih propisa koji su navedeni u stavku 1. ovoga članka, komorskih i interesnih udruga trgovaca koje promiču protupravno postupanje ili protiv tvorca pravila postupanja trgovaca kojima se promiče korištenje nepoštene poslovne prakse" (čl. 131. Zakona); u takvoj se parnici presudom (1) precizno utvrđuje povredu propisa o zaštiti potrošača, (2) naređuje tuženiku ("trgovcu") da prestane s takvim povredama i (3) zabranjuje se takve povrede ubuduće (čl. 136. Zakona).
Do sada najveća i javno najpoznatija takva parnica je ona koju je Udruga "Potrošač" (u suradnji s Udrugom "Franak") pokrenula protiv 8 banaka, osporavajući zakonitost više vrsta odredaba ugrađivanih u ugovore o kreditima, osobito kod kredita gdje je isplata bila ugovorena u protuvrijednosti stanovitog iznosa u švicarskim francima. Na primjeru te složene parnice, prepoznaje se delikatnost i objektivna složenost zadaća što ih europski sistem zaštite potrošača daje udrugama: u SAD poslove kolektivne zaštite potrošača u principu obavljaju državna odvjetništva i državne agencije s dobro uređenim financiranjem i visokostručnim osobljem.
Hrvatski Zakon za zaštitu potrošača u čl. 132. predviđa mogućnost da i neka državna tijela izjave tužbu za zaštitu kolektivnih interesa potrošača.

## Vanjske poveznice
- Potrošač - društvo za zaštitu potrošača
- Hrvatska udruga za zaštiti potrošača
- Poslovni forum
- Popis udruga za zaštitu potrošača  Arhivirana inačica izvorne stranice od 22. ožujka 2021. (Wayback Machine)